# Dons
Der findes flere danske slægter, som bærer navnet Dons, bl.a. den dansk-norske slægt Dons, der nedstammer fra handelsmand Peder Paulsen (Dons), født 30 mar. 1647 i Randers, død 22 feb. 1706 i Trondheim, som tog navn efter landsbyen Dons i Jylland. Til den slægt hører bl.a. forfatteren Poul Dons. Operasangerinden Elisabeth Dons, forfatteren Aage Dons samt godsejerfamilien Dons fra Hesselagergård stammer til gengæld fra en anden slægt Dons.